# Halban, Hama
Halban, Hama (tiếng Ả Rập: حلبان) là một ngôi làng Syria nằm ở phó huyện Salamiyah thuộc huyện Salamiyah, Hama. Theo Cục Thống kê Trung ương Syria (CBS), Halban, Hama có dân số 653 trong cuộc điều tra dân số năm 2004.